# Bataille des îles Paracels
Guerre du Viêt Nam
Batailles
La bataille des Îles Paracels est un combat maritime ayant opposé la marine chinoise et les forces navales de la république du Viêt Nam (Sud-Viêt Nam) dans les Îles Paracels le 19 janvier 1974.

## Historique
Les minuscules et inhabitées Îles Paracels, appelées Quan Dao Hoang Sa (Quần Đảo Hoàng Sa) en vietnamien (îles Hoang Sa) et Xisha Qundao (西沙群島) en chinois (îles Xisha), se situent dans le sud de la Mer de Chine méridionale, à environ 320 km de la plus proche côte asiatique. Sans population indigène, la propriété de l'archipel a été sujette à de nombreux différends depuis le début du XXe siècle.
Pendant la période de la colonisation française au Viêt Nam, les îles sont sous administration française, qui y a installé une station météorologique en 1932.
Le 3 juillet 1938, les troupes françaises, qui ont colonisé l'Indochine au XIXe siècle, occupent les Îles Paracels malgré les protestations chinoises. Cet événement a lieu peu de temps après le début de la Seconde Guerre sino-japonaise, où la Chine se trouve en pleine résistance contre l'invasion japonaise. Trois jours plus tard, le 6 juillet, le ministre des Affaires Étrangères chinois, émet aussi une protestation à la suite de l'occupation française :

« La Grande-Bretagne et la France avaient déclaré respectivement en 1900 et 1921, que les Îles Paracels faisaient partie de la préfecture administrative de l'île d'Hainan. En conséquence, les revendications faites par Annam ou la France, concernant les îles Xisha, sont totalement injustifiables. »

Durant la Seconde Guerre mondiale, les Japonais délogèrent les troupes françaises et prirent le contrôle des îles en dépit de la déclaration de 1938. À la fin de la guerre (région Asie-Pacifique), le gouvernement de la république de Chine reprit officiellement possession des îles Paracels, Spratleys et d'autres, situées dans le sud de la Mer de Chine, en octobre et novembre 1946. À la suite des Accords de Genève de 1954, les Japonais renoncèrent officiellement à toute revendication sur les îles du sud de la Mer de Chine qui avaient été occupées pendant la Seconde Guerre mondiale. Cet arrangement aurait été préparé, observé et signé par un certain nombre de nations, dont la république populaire de Chine. En 1958, la république populaire de Chine publia une déclaration définissant la limite de ses eaux territoriales, incluant les Îles Spratleys et les Îles Paracels. Le Premier ministre nord-vietnamien Phạm Văn Đồng envoya une note diplomatique à la Chine, en précisant :

« Nous avons l'honneur de porter à votre connaissance que le gouvernement de la république démocratique du Viêt Nam reconnait et soutient la déclaration datée du 4 septembre 1958 écrite par le gouvernement de Chine, fixant l'étendue des eaux territoriales chinoises. Le gouvernement de la république démocratique du Viêt Nam respecte cette décision,. »

Cependant, le Sud-Viêt Nam réclama la juridiction sur les îles, sur la base de l'occupation française antérieure et envoya des forces armées sur une des Îles Paracels en 1973.
Malgré d'incessantes protestations, le gouvernement sud-vietnamien, continua de maintenir une petite garnison d'observation météorologique sur l'Île de Pattle, la plus large de l'archipel. Il n'y eut aucune action menée par l'Armée populaire de libération (APL) pour mettre fin à cette présence. En 1973, après les Accords de paix de Paris, les États-Unis réduisirent de façon significative les fournitures en armes à leur allié. Il en découla que les forces de l'ARVN présentes sur les Paracels furent bientôt limitées à un unique peloton de soldats.
Le 16 janvier 1974, six officiers de l'armée sud-vietnamienne et un observateur américain furent envoyés sur les Paracels pour une tournée d'inspection. Ils y découvrirent deux chalutiers de pêche blindés en train de débarquer sur l'île Drummond des troupes de renfort de l'APL, afin d'occuper le territoire. De plus, des soldats chinois furent observés près d'un bunker sur les proches îles Duncan, ainsi qu'un navire de débarquement mouillant sur la plage et deux croiseurs lourd de classe Kronstadt à proximité de l'île. La découverte fut rapportée au quartier-général régional de Da Nang et immédiatement transmis à Saigon. Le gouvernement de la république du Viêt Nam décida de procéder à l’expulsion des forces de la RPC,,.
Des navires de guerre sud-vietnamiens furent alors envoyés afin d'affronter la flotte chinoise.

## La bataille

### Les forces en présence

#### République du Viêt Nam

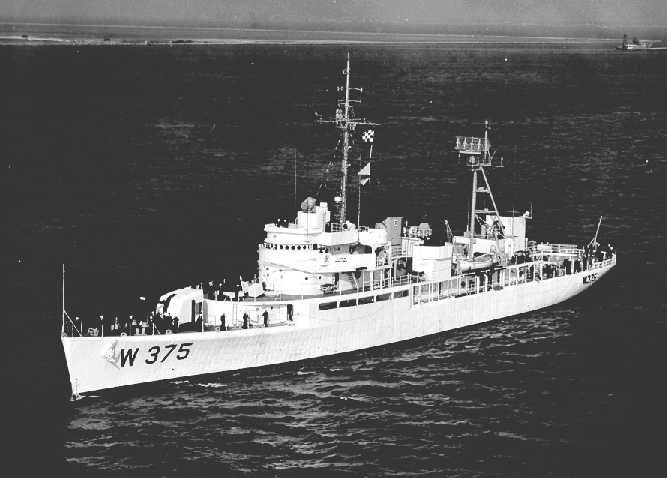
USCGC Chincoteague (WAVP-375) en 1964, devenu en 1972 RVNS Ly Thuong Kiet (HQ-16)

Quatre navires de guerre de la république du Viêt Nam (Sud-Viêt Nam) participèrent à la bataille : trois frégates (la Trần Bình Trọng (HQ-5), la Lý Thường Kiệt (HQ-16), et la Trần Khánh Dư (HQ-4)) ainsi qu'une corvette (Nhật Tảo (HQ-10)). S'ajoutèrent un peloton de commandos de marine sud-vietnamiens, une équipe de démolition sous-marine et un peloton de l'ARVN stationné sur les îles.

#### République populaire de Chine
La marine Chinoise engagea quatre navires de guerre pendant la majorité de la bataille : des corvettes de la MAPL (#271, #274, # 389 et # 396). Cette flottille fut ensuite renforcée par deux autres navires de guerre anti-sous-marin de classe Kronstadt (en) (#281 and #282), mais ce, après la fin de la bataille. En sus, deux bataillons de marine de l'APL ainsi qu'un nombre inconnu de miliciens réguliers stationnés sur l'île participèrent à l'affrontement.
En comparaison, la mobilisation des forces armées de la république du Viêt Nam était remarquablement plus élevée que celle de la république populaire de Chine. Il y avait quatre navires engagés dans la bataille de chaque côté. Les renforts et forces supplémentaires de la Chine ne prirent pas vraiment part au combat.

### Prélude
Le 16 janvier 1974, le Lý Thường Kiệt (HQ-16) fut témoin d'une action menée par un petit groupe de miliciens chinois sur une des îles (appelée l'île Robert par les navigateurs internationaux et Hữu Nhật par les Vietnamiens). Les miliciens plantèrent un drapeau et des stèles représentants la souveraineté chinoise sur les Paracels ; ils étaient appuyés en mer par des navires de guerre (#389, #396) et des dragueurs de mines (#402, #407).
La frégate HQ-16 signifia à l'escadron chinois de se retirer, mais reçut le même ordre en retour. Durant la nuit, les deux forces restèrent à portée de vue l'une de l'autre, sans engager les hostilités.
Le 17 janvier, quelque 30 commandos sud-vietnamiens mirent pied sur l'île Robert et, sans rencontrer d'opposition, enlevèrent le drapeau chinois. Bientôt les renforts arrivèrent : la frégate Trần Khánh Dư (HQ-4) se joignit à la HQ-16, tandis que deux corvettes de la marine chinoise (#274 et #271) prenaient position au large.
Le 18 janvier 1974, la frégate Trần Bình Trọng (HQ-5) arriva sur les lieux avec à son bord le Commandant de la flotte sud-vietnamienne, le colonel Hà Văn Ngạc. La corvette Nhật Tảo (HQ-10) s'approchait aussi, avançant avec prudence car un seul de ses deux moteurs était en état de marche à ce moment-là.

### Le combat
Au petit matin du 19 janvier 1974, des troupes sud-vietnamiennes parties du HQ-5 débarquèrent sur l'île Duncan (Quang Hòa en vietnamien) sous le feu des troupes chinoises. Trois soldats sud-vietnamiens furent tués et deux autres blessés. En sous-nombre, les forces sud-vietnamiennes durent battre en retraite sur leurs chaloupes de débarquement, mais leur flotte ne fit pas de même : au contraire, elle se rapprocha encore plus des bateaux chinois, dans un face à face tendu.
À 10 h 24, deux bâtiments sud-vietnamiens, le HQ-16 et HQ-10 ouvrirent le feu contre les navires chinois, puis les HQ-4 et HQ-5. La bataille navale qui suivit dura environ 40 minutes, avec de nombreux dégâts sur les navires des deux côtés. Mais les Chinois réussirent à endommager les quatre bateaux sud-vietnamiens, en particulier le HQ-10. Ce dernier ne put battre en retraite car son dernier moteur utilisable fut endommagé pendant le combat : l'ordre d'évacuer le navire fut donné, mais son capitaine, le major (Capitaine de corvette en marine) Ngụy Văn Thà, resta à bord sous le feu ennemi et sombra avec son navire. Le HQ-16, sévèrement touché par un tir ami provenant du HQ-5, fut forcé de battre en retraite vers l'Ouest. Les HQ-4 et HQ-5 durent faire de même.
Le jour suivant, des chasseurs chinois ainsi que des avions d'attaque au sol venus de Hainan bombardèrent les trois îles, et furent suivis par une force d'attaque amphibie. La garnison de marine sud-vietnamienne fut capturée tandis que la force navale battait en retraite vers Đà Nẵng.
Durant la bataille, la flotte sud-vietnamienne détecta deux autres navires de guerre chinois se dirigeant sur zone ; les Chinois confirmèrent plus tard que c'étaient des navires de lutte anti-sous-marine de classe Hainan (#281 and #282). Bien que des rapports fissent état qu'au moins un avion vietnamien avait été abattu par un missile, la Chine insista sur le fait qu'aucun navire équipé de missile surface-air n'avait été impliqué dans la bataille. Par ailleurs, la flotte sud-vietnamienne fut avertie par les États-Unis que leur radar avait détecté des forces chinoises supplémentaires (à savoir des frégates lance-missiles et des chasseurs MiG) en provenance de Hainan et faisant route vers les Paracels. Les Sud-Vietnamiens requirent l'assistance de la septième flotte américaine, mais leur requête fut rejetée.

## Bilan
Les îles Paracels passèrent sous contrôle de la république populaire de Chine à la fin des combats. Contrairement aux pertes de la Chine, celles de la république du Viêt Nam ont été confirmées par les deux nations.

### Les pertes sud-vietnamiennes
La liste des pertes sud-vietnamiennes a été confirmée par les Chinois. Sont recensés, le naufrage du navire de guerre HQ-10, les dégâts importants subis par le HQ-16 ainsi que les dégâts plus légers sur les HQ-4 et HQ-5. Cinquante-trois soldats sud-vietnamiens, dont le capitaine Ngụy Văn Thà du HQ-10, furent tués et seize autres blessés. Le 20 janvier 1974, le pétrolier néerlandais Kopionella secourut vingt-trois survivants du HQ-10. Le 29 janvier, des pêcheurs sud-vietnamiens trouvèrent près de Mũi Yến (Qui Nhơn), un groupe de quinze soldats sud-vietnamiens qui avait participé aux combats et avait réussi à fuir sur des canots de sauvetage.
Après l'assaut amphibie du 20 janvier, les Chinois firent quarante-huit prisonniers de guerre, dont un conseiller américain. Ils furent tous relâchés et remis à la Croix-Rouge à Hong Kong.

### Les pertes chinoises
Selon les Sud-Vietnamiens, la corvette chinoise #271 avait sombré, la #396 s'était échouée, les #274 et #389 étaient toutes deux sévèrement endommagées. La presse occidentale rapporta aussi qu'au moins un navire chinois avait sombré.
Selon la partie chinoise, et bien que tous leurs navires fussent touchés par de nombreux projectiles, aucun d'eux ne sombra. Les bâtiments de guerre #271 et #389 ont dû naviguer à faible vitesse à la suite d'avaries moteur mais ils ont pu revenir à bon port sans problème et être rapidement réparés. Le navire #274, plus sévèrement touché, dut s'arrêter à l'île Boisée (Yongxing en chinois) pour des réparations d'urgence, puis reprit la mer jusqu'à Hainan sans assistance dès le lendemain. Le #396 fut le plus durement endommagé, à la suite d'une explosion dans la salle des machines : il réussit à s'échouer avec l'aide des dragueurs de mines afin d'éteindre le feu et fut remorqué jusqu'à sa base. Le bilan officiel fut de 18 morts au sein des forces chinoises, les estimations sud-vietnamiennes étant nettement plus élevées.
La force navale vietnamienne engagée n'étant pas une flotte de haute mer, leur radar et leur équipement de surveillance n'étaient sûrement pas adaptés pour évaluer correctement les dégâts réels. Selon les Chinois, la fumée épaisse notée autour de la corvette #271 ainsi que d'autres navires, n'était pas le résultat de dégâts subis, mais un écran de fumée délibérément mis en place, bien que cette explication fût considérée avec scepticisme. La réticence des militaires chinois à délivrer de plus amples détails et preuves laissa planer un épais brouillard. Dans tous les cas, l'escadre chinoise abandonna la poursuite des navires sud-vietnamiens à ses renforts (les navires #281, #282 entre autres), donnant l'impression de ne pas pouvoir le faire elle-même.

### Conséquences
À la suite de cette bataille, la république populaire de Chine prit le contrôle de l'ensemble des îles Paracels, appelées îles Xisha. Les Sud-Vietnamiens protestèrent amèrement auprès des Nations unies, mais furent incapables de mener une action pour un examen public : la Chine, munie de son droit de veto au Conseil de sécurité des Nations unies, bloqua tous leurs efforts pour créer un débat sur le problème. Le 25 janvier, le Président du Conseil de sécurité, Gonzalo Facio Segreda (es), conseilla publiquement au Sud-Vietnam de renoncer, parce qu'il ne pouvait pas « rassembler les suffrages suffisants » (NYT, 26 janvier 1974).
Les motivations concernant la mainmise de la Chine sur l'archipel demeurent spéculatives. Bien que les îles n'aient pas de valeur militaire importante, des études géologiques indiquèrent un potentiel d'importants gisements de pétrole dans les eaux environnantes : après une année de crise pétrolière mondiale, cela pouvait être une motivation suffisante. Diplomatiquement, le déploiement de force était certainement bénéfique à la Chine dans une époque de troubles régionaux, mais il s'est aussi avéré une leçon d'humilité pour les superpuissances, qui décidèrent dès le début de ne pas prendre part au problème (NYT, 19 et 21 janvier 1974).
Le Nord-Viêt Nam donna un aperçu de la détérioration de ses relations avec la Chine en ne félicitant pas publiquement son allié d'autrefois : les communiqués officiels mentionnèrent seulement le désir de trouver « une solution pacifique ». En effet après la réunification du Viêt Nam en 1976, ce dernier réclama de nouveau publiquement les Paracels, un différend encore d'actualité aujourd'hui.
Une crise diplomatique potentielle fut évitée quand la Chine libéra discrètement le prisonnier américain capturé avec les Sud-Vietnamiens sur l'île de Pattle durant la bataille. Gerald Emil Kosh, 27 ans, était un ancien capitaine de l'Armée de terre des États-Unis, il est mort en 2002. Il était décrit par l'ambassade américaine de Saigon, comme un « officier de liaison régionale », en mission avec la marine sud-vietnamienne. La Chine le libéra le 31 janvier sans faire de communiqué.